# James E. Newcom
James Edward Newcom (Contea di Wayne, 29 agosto 1905 – San Diego, 6 ottobre 1990) è stato un montatore statunitense.
Attivo in circa 40 film e in alcune produzioni televisive dal 1933 al 1970, ha vinto l'Oscar per il miglior montaggio nell'ambito dei Premi Oscar 1940 per Via col vento, in condivisione con Hal C. Kern.
Ha ricevuto altre tre volte la candidatura: nel 1945 per Da quando te ne andasti, nel 1951 per Anna prendi il fucile e nel 1971 per Tora! Tora! Tora!.

## Filmografia parziale
- Ultime notizie (The Murder Man) (1935)
- È nata una stella (A Star Is Born) (1937)
- Il prigioniero di Zenda (The Prisoner of Zenda) (1937)
- Via col vento (Gone with the Wind) (1939)
- Rebecca - La prima moglie (Rebecca) (1940)
- Una bionda in paradiso (Topper Returns) (1941)
- Soldato di cioccolata (The Chocolate Soldier) (1941)
- Gente allegra (Tortilla Flat) (1942)
- Avventura al Cairo (Cairo) (1942)
- Così vinsi la guerra (Up in Arms) (1944)
- Da quando te ne andasti (Since You Went Away) (1944)
- Veleno in paradiso (Guest in the House) (1944)
- A Parigi nell'ombra (Paris Underground) (1945)
- Lo sparviero di Londra (Lured) (1947)
- La grande minaccia (Walk a Crooked Mile) (1948)
- Texas, Brooklyn & Heaven (1948)
- Il Danubio rosso (The Red Danube) (1949)
- Il messicano (Right Cross) (1950)
- La chiave della città (Key to the City) (1950)
- Anna prendi il fucile (Annie Get Your Gun) (1950)
- Donne verso l'ignoto (Westward the Women) (1951)
- L'avventuriera (The Law and the Lady) (1951)
- Allo sbaraglio (Go for Broke!) (1951)
- La lettera accusatrice (Cause for Alarm!) (1951)
- Scaramouche (1952)
- Senza scampo (Rogue Cop) (1954)
- Prisoner of War (1954)
- Addio alle armi (A Farewell to Arms) (1957)
- Scent of Mystery (1960)
- Il padre della sposa (Father of the Bride) - serie TV, 8 episodi (1961-1962)
- Tora! Tora! Tora! (1970)